# Improprius integrál
Az improprius integrál a matematikai analízis fogalma. Segítségével nyílt intervallumokra is kiterjeszthető az integrálfogalom. Akkor van erre szükség, ha az integrálás alsó (felső) határánál a függvény jobb oldali (bal oldali) határértéke végtelen. Szintén értelmezhető vele, hogy mit jelentsen az, ha az integrálás alsó határa a negatív végtelen, illetve az, ha a felső határa pozitív végtelen.
A latin improprius szó jelentése nem illő, nem illeszkedő.

## Definíció
Legyen értelmezve az f függvény az [a, b[ jobbról nyílt intervallumon, ahol a valós szám, b pedig lehet valós szám, de pozitív végtelen is. Ha f szakaszonként folytonos minden [a, ω] ω < b zárt intervallumon, akkor az [a, b[ jobbról nyílt intervallumon vett improprius integrálja a következőt jelenti:
{\displaystyle \int \limits _{a}^{b}f(x){dx}=\lim _{\omega \to b-}\int \limits _{a}^{\omega }f(x){dx}}
Ha az f függvény értelmezve van az ]a, b] balról nyílt intervallumon, ahol a valós szám vagy negatív végtelen, b pedig valós szám. Legyen továbbá f szakaszonként folytonos minden [ω, b] a < ω zárt intervallumon. Ekkor f függvény ]a, b] balról nyílt intervallumon vett improprius integrálja a következőt jelenti:
{\displaystyle \int \limits _{a}^{b}f(x){dx}=\lim _{\omega \to a+}\int \limits _{\omega }^{b}f(x){dx}}
Ha a definíciókban szereplő határérték létezik és véges, akkor az az improprius integrált konvergensnek, ellenkező esetben divergensnek nevezzük.
A fentiek segítségével mindkét oldalon nyílt ]a, b[ intervallumra is definiálható az integrál (ahol a valós vagy negatív végtelen, b valós vagy pozitív végtelen). Ehhez választanunk kell egy c ∈ ]a, b[ számot. Az ilyen integrál definíciója:
{\displaystyle \int \limits _{a}^{b}f(x){dx}=\int \limits _{a}^{c}f(x){dx}+\int \limits _{c}^{b}f(x){dx}=\lim _{\omega \to a+}\int \limits _{\omega }^{c}f(x){dx}+\lim _{\omega \to b-}\int \limits _{c}^{\omega }f(x){dx}}
Az ilyen improprius integrált csak akkor nevezzük konvergensnek, ha a fenti összeg mindkét tagja konvergens. Ilyenkor c megválasztásától független az eredmény.

## Jelentősége
A fenti definíciókból és az integrálfüggvény folytonosságából következik, hogy ha egy függvény zárt intervallumon integrálható, akkor a nyílt intervallumokon vett improprius integrálok megegyeznek a szokványos (nem improprius) integrállal.
Ez a definíció azonban új fajta integrálásokat is lehetővé tesz:
- Ha az integrálási határnál a függvény határértéke a belső (azaz felső határnál bal, alsó határnál jobb) oldalon véve pozitív vagy negatív végtelen. Azaz ha az integrálási határ belső oldali környezetében nem korlátos a függvény.
- Ha az integrálás alsó határa negatív végtelen, illetve ha a felső határa pozitív végtelen.
- Ha a függvény az integrálás alsó vagy felső határán nincs értelmezve.

## Példa

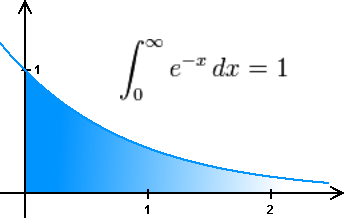
Improprius integrál végtelen felső határral

Az e-x függvény integrálja nullától végtelenig az improprius integrál definíciójának használatával:
{\displaystyle {\begin{aligned}\int \limits _{0}^{\infty }e^{-x}\,dx&{}=\lim _{\omega \to \infty }\int \limits _{0}^{\omega }{e^{-x}}\,dx=\\&{}=\lim _{\omega \to \infty }\left[-e^{-x}\right]_{0}^{\omega }=\\&{}=\lim _{\omega \to \infty }\left[(-e^{-\omega })-(-e^{0})\right]=\\&{}=\lim _{\omega \to \infty }\left[-{\frac {1}{e^{\omega }}}+1\right]=\\&{}=0+1=1\end{aligned}}}